# Оржеховский, Эдуард Иосифович
Эдуард Иосифович Оржеховский — советский хозяйственный, государственный и политический деятель.

## Биография
Родился в 1917 году в Сольвычегодске. Член КПСС.
С 1942 года — на хозяйственной, общественной и политической работе. В 1942—1987 гг. — мастер Новокузнецкпромстроя, прораб, начальник участка, главный инженер треста «Сталинградметаллургстрой», инженер-строитель на строительстве крупных народнохозяйственных объектов в Оренбургской области, в аппарате Оренбургского совнархоза, первый заместитель начальника, начальник Главного управления по строительству в Южно-Уральском экономическом районе, министр строительства Казахской ССР, начальник управления снабжения строительства Госснаба СССР.
Избирался депутатом Верховного Совета Казахской ССР 8-го созыва. Делегат XXIII съезда КПСС.
Умер в Москве в 2002 году.